# José de Canterac
José de Canterac, né Joseph-César Cantérac d'Andiran d'Ornézan est un général espagnol, né à Casteljaloux le 29 juillet 1786, mort à Madrid le 18 janvier 1835.

## Biographie
Le château de Cantérac est situé au sud-est de Xaintrailles, sur le territoire de la commune de Lavardac. La famille Cantérac était une famille noble de robe et d'épée.

### Formation
Pendant la période révolutionnaire, son père, capitaine d'artillerie, émigre et combat dans l'armée espagnole contre l'armée française pendant la guerre du Roussillon entre 1793 et 1795. À la suite de la paix de Bâle et dès que les évènements politiques le permirent, son père vint le chercher à Casteljaloux en 1798. Il l'emmena avec lui en Espagne, rompant toutes les relations avec les membres de sa famille restée en France. Jusqu'à cette date, José de Cantérac était resté en France et confié à un serviteur de confiance.
En 1801, à 15 ans, son père le fit entrer comme cadet dans les gardes wallonnes. Il se fait alors appeler don José Canterac. Il entre l'année suivante à l'école d'artillerie dont il sort en 1805.

### Guerre d'indépendance espagnole
En 1808, Napoléon Ier intervient en Espagne. Pendant la guerre d'indépendance espagnole, don José Canterac combat contre l'armée française. Ses qualités lui permirent d'obtenir un avancement rapide au sein de l'état-major du général O'Donnell. Son père quant à lui avait quitté l'armée et pris sa retraite, préférant se retirer en Castille. Après les défaites de l'armée française en Espagne, il suit l'armée anglo-hispano-portugaise dans son invasion du sud-ouest de la France. Il est également présent à la bataille d'Orthez et à la bataille de Toulouse. Il est alors colonel dans l'armée espagnole.
Après la restauration des Bourbons sur le trône de France et l'amnistie accordée aux émigrés irréductibles, il préfère rester dans l'armée espagnole. Il est promu général en 1815.

### Guerres d'indépendance en Amérique du Sud
Pendant l'occupation française de l'Espagne, les colonies espagnoles étaient restées isolées de l'Espagne, contribuant au développement d'idées libérales et favorables à l'indépendance. Le 3 août 1814, les indépendantistes à Cuzco proclamèrent l'indépendance du Pérou et l'affranchissement de la monarchie espagnole, déclenchant de ce fait une intervention des royalistes espagnols avec à leur tête le roi Ferdinand VII qui avait été rétabli en 1814 sur le trône d'Espagne. Celui-ci mène une politique absolutiste et veut reprendre le contrôle de ses colonies dans les Amériques.
Don José de Canterac participa aux guerres d'indépendance hispano-américaines dans l'armée espagnole. 
Don José de Canterac arrive en Amérique en 1817 où il va participer à la reconquête espagnole de la Nouvelle-Grenade après le retour de Ferdinand VII sur le trône espagnol. Il est parti de Cadix le 1er avril 1817 avec une division et débarque un mois plus tard. Sous la direction de Pablo Morillo, il participe le 31 juillet 1817 à la bataille de La Asunción sur l'île Margarita avant que les pertes de la campagne de Guyane obligent l'armée espagnole à quitter l'île pour sauver la situation militaire au Venezuela. La guerre d'indépendance du Venezuela va se poursuivre jusqu'en 1823. En 1817, le général José de San Martín franchit la rivière Chili (ou rio Quilca) et marche sur Lima après la bataille de Chacabuco.
En mai 1818, don José de Canterac a rejoint l'armée du Pérou. Entre 1818 et 1824, il a été le soutien du dernier vice-roi du Pérou, José de la Serna et l'opposant longtemps heureux des généraux San Martin, Bolivar et Sucre. En juillet 1818, il conduit avec succès l'expédition des salines de Tarija et brise tous les obstacles des insurgés. En 1819, il mène un raid de cavalerie. À la suite de ce succès, il est nommé général en chef d'une armée qui n'existe que sur le papier et capitaine général des provinces occupées par l'armée royale. Cependant, en 1819, la campagne libératrice de la Nouvelle-Grenade a permis de créer la république de Colombie et la fin de la vice-royauté de Nouvelle-Grenade. Au début 1819 il commande l'armée royale dans le Haut-Pérou après la démission de José de la Serna pendant la guerre d'indépendance de l'Argentine avant d'être remplacé en mai 1820 par Ramírez Orozco, puis il va participer à la défense de la vice-royauté du Pérou pendant la guerre d'indépendance du Pérou. Il obtient la pacification de quatre provinces, réorganise les forces armées et rétablit la caisse militaire en luttant contre la contrebande.
Ces guerres vont aussi être sensibles à l'instabilité du pouvoir politique en Espagne. Un coup d'état, en 1820, va conduire au triennat libéral en Espagne, Ferdinand VII doit alors se soumettre, et remettre en vigueur la Constitution de 1812 et ainsi confier le pouvoir à des ministres libéraux.

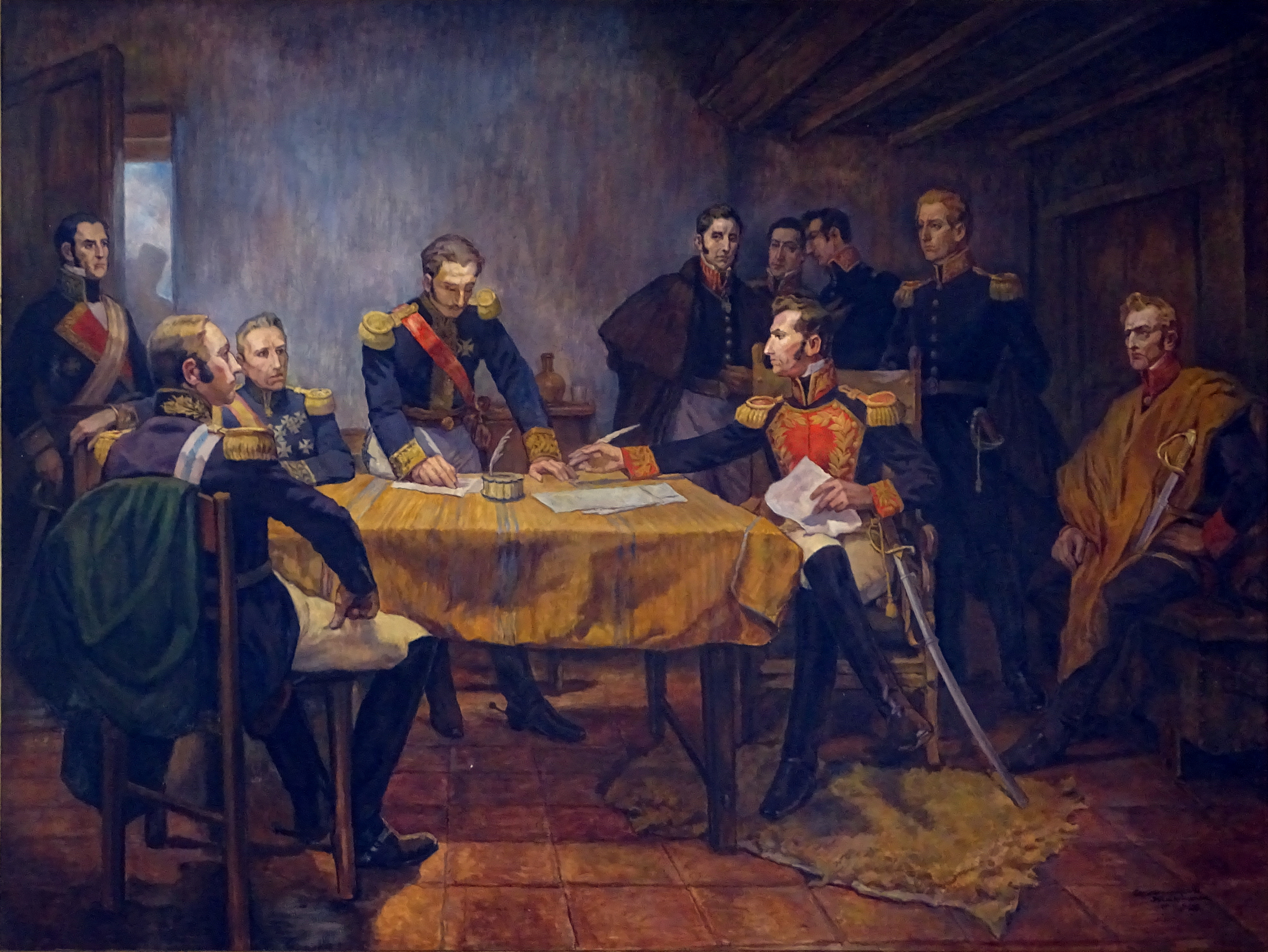
Capitulation d'Ayacucho
Daniel Hernández (1856-1932)

En 1821, il prend le commandement effectif de l'armée et lui fait traverser les Andes trois fois. Il est victorieux dans six combats et consolide le pouvoir du vice-roi. Il remplace le major-général José de La Mar qui a abandonné la cause espagnole au profit des indépendantistes après leur avoir livré la forteresse du roi Philippe.
En 1822, il a traversé une nouvelle fois les Andes et remporte le 7 avril la bataille d'Ica ou de Macacona qui sauve la cause espagnole au Pérou. Il double les forces de son armée en y incorporant les soldats faits prisonniers. En novembre, il se dirige vers le sud avec deux bataillons et deux escadrons, fait une marche de 300 lieues, traverse une nouvelle fois les Andes, se joint aux troupes du Sud pour écraser les indépendantistes. 
In 1823 avant l'expédition d'Espagne de l'armée française pour rétablir le gouvernement absolutiste du roi d'Espagne. Canterac franchit pour la sixième fois les Andes, atteint la ville de Lima en janvier et oblige l'armée républicaine de Colombie à s'enfermer dans Callao en les empêchant de se joindre avec les troupes péruviennes. Il passe les années 1823 et 1824 à combattre des organisations locales indépendantistes qui se relèvent ensuite.
C'est le 9 décembre 1824, à la bataille d'Ayacucho que le pouvoir espagnol sur ses colonies d'Amérique du Sud s'effondre. Il est fait prisonnier avec le vice-roi et les officiers espagnols. L'acte de capitulation est signé par les généraux Canterac et Sucre. Comme l'écrit le général Sucre à Simon Bolivar : « En vertu de la capitulation, toute l'armée royale, les provinces et les places fortes qu'elle occupe encore, dix pièces de canons, tous ses magasins et quinze généraux, sont les trophées que l'armée combinée offre à votre excellence, comme un hommage digne de l'illustre libérateur du Pérou ».

### Retour en Espagne

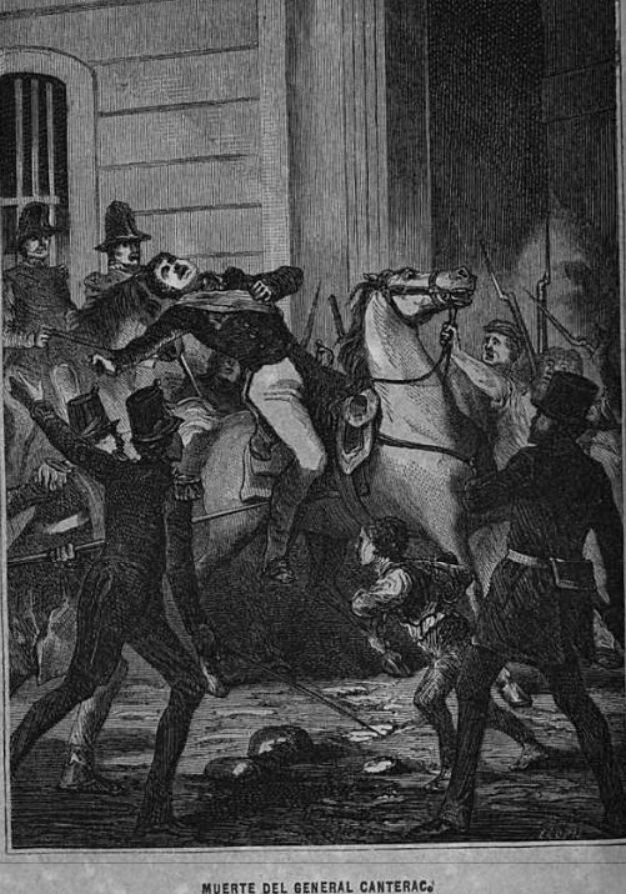
Mort du capitaine général Cantérac

Il est libéré en 1825. Il s'embarque à Arica, dans le sud du Pérou, pour l'Europe. Le 18 juin, il est à Bordeaux et écrit au Mémorial Bordelais pour démentir les bruits injurieux qu'on avait fait courir sur son attitude au cours de la bataille d'Ayacucho. Le 20 juillet on signale sa présence à Agen, puis il séjourne quelque temps à Casteljaloux, mais finalement revient en Espagne.
Sans emploi, il se retire à Valladolid où il se marie avec Manuela Domínguez y Navas, et achète une ferme de plus de 90 hectares qui appartenait au couvent de San Pablo. Il est nommé divisionnaire dans l'armée d'observation du Portugal pendant la guerre civile portugaise et le second du duc de Bailén.
Il est ensuite nommé au commandement de Campo de Gibraltar avant d'être nommé capitaine général de Nouvelle-Castille par la reine Marie-Christine, régente d'Espagne, le 15 janvier 1835. Il est tué par un soldat à la suite d'un insurrection militaire dirigée par l'officier Cayetano Cardero, dans la nuit du 17 au 18 janvier,   devant la Casa de Correos de la Puerta del Sol, à Madrid, alors qu'il venait négocier.

### Honneurs
En récompense des services rendus à la Couronne espagnole et en l'honneur de sa fin tragique, la reine Isabelle II a octroyé le 17 janvier 1848 à la veuve du général Cantérac le titre de comtesse de la Casa-Canterac ainsi qu'à ses descendants.